# مارسلو پروجینی
مارسلو پروجینی (انگلیسی: Marcelo Perugini؛ زادهٔ ۱۷ ژانویهٔ ۱۹۸۴) بازیکن فوتبال اهل آرژانتین است.